# Henrique Marques
Henrique Tavian Pereira Marques (São Paulo, 24 de setembro de 1996) é um esgrimista brasileiro.

## Carreira

### Rio 2016
Classificou-se para a disputa dos Jogos Olímpicos de Verão de 2016 nas modalidades florete individual e florete por equipes.
Ele perdeu na primeira rodada para o egípcio Mohamed Essam, por 15-8.

## Títulos
- 2014 – Campeão sul-americano juvenil
- 2015 – Campeão do Torneio Cidade do Rio de Janeiro [3]